# M8 Greyhound
Der M8 Greyhound war ein amerikanischer Spähpanzer des Zweiten Weltkriegs. Er wurde von den US-amerikanischen und britischen Truppen während des Zweiten Weltkriegs in Europa und im Fernen Osten eingesetzt. Der Radpanzer wurde in 11.667 Exemplaren bis zum Produktionsende 1944 bei Ford gebaut und war bis Ende der 1970er-Jahre noch bei einigen Armeen im Einsatz.

## Entwicklung und Beschreibung

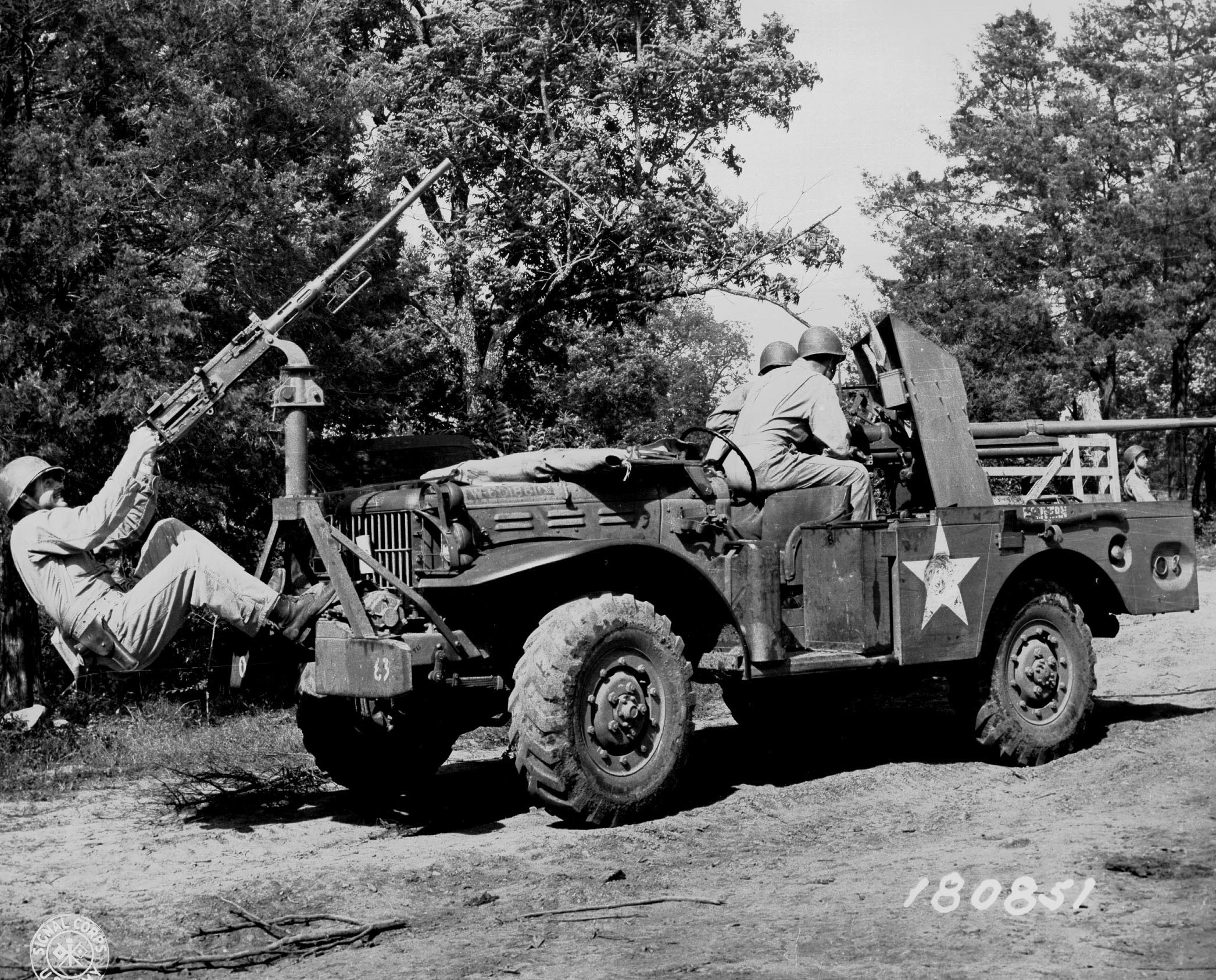
Erprobungsmuster im Manöver: Dodge mit Flug- und Panzerabwehr kombiniert (1941)

Im Juli 1941 startete das Beschaffungsamt der US Army die Entwicklung eines neuen schnellen Jagdpanzers. In diesem Rahmen wurden Projekte wie T8 37mm Gun Motor Carriage (Swamp-Buggy, Motor hinten), auf Jeeps basierende Versionen und M6 37 mm Gun Motor Carriage von der Dodge WC-Serie erprobt.
Die Erprobungen verschiedener Fahrzeugarten verliefen nicht erfolgversprechend. Die Forderung lautete dann ein 6x4-Radfahrzeug, bewaffnet mit einer 37-mm-Kanone und einem koaxialen Maschinengewehr im Drehturm. Die Panzerung an der Vorderseite sollte 12,7-mm-Munition, an der Seite 7,62-mm-Munition standhalten können. Prototypen wurden gelieferte von Studebaker (T21), Ford (T22) und Chrysler (T23), alle ähnlich in der Auslegung und im Erscheinungsbild. Im April 1942 wurde eine Version des T22 von Ford ausgewählt. Mittlerweile war klar, dass die 37-mm-Kanone gegen die Frontpanzerung der deutschen Panzer nichts ausrichten konnte, so dass der neue Panzerwagen, nun bezeichnet M8 Light Armored Car, die Aufklärungsrolle zu übernehmen hatte. Die Serienfertigung konnte aufgrund von technischen Schwierigkeiten und Vertragsproblemen erst im März 1943 aufgenommen werden.
Die Briten nannten den M8 wegen seiner hohen Geschwindigkeit und der dünnen Panzerung nach der Hunderasse Greyhound.
Der M8 hatte einen oben offenen Drehturm mit einer Kanone 37 mm M6 und einem koaxialen Maschinengewehr 7,62 mm Browning; zur Flugabwehr besaß er zusätzlich ein 12,7-mm-Maschinengewehr M2. Die Besatzung bestand aus Kommandant, Richt-/Ladeschütze, Fahrer und Funker (der auch als Fahrer fungieren konnte). Fahrer und Funker saßen im vorderen Teil, während Kommandant und Richt-/Ladeschütze im Turm saßen, der Kommandant auf der rechten Seite. Das Fahrzeug war mit 80 Schuss 37-mm-Munition ausgerüstet (Fahrzeuge mit einem zweiten Funkgerät hatten weniger, manchmal nur 16 Schuss), 1500 Schuss 7,62-mm-Munition und 400 Schuss 12,7-mm-Munition. Außerdem waren 16 Handgranaten, vier Nebelwerfer (M1 oder M2), sechs Minen und Karabiner M1 vorhanden.
Die Panzerung reichte von 3 mm auf der Unterseite bis 19 mm auf der Vorderseite und am Turm. Der Greyhound wurde von einem Benzinmotor der Hercules Engine Company vom Typ JXD angetrieben.

## Einsatz
Der M8 kam zum ersten Mal 1943 in Italien zum Einsatz und wurde von der US Army in Europa und im Fernen Osten verwendet. In Asien wurde er manchmal auch in seiner ursprünglichen Rolle als Jagdpanzer eingesetzt, weil er mit seiner 37-mm-Kanone die meisten Panzer der japanischen Armee bekämpfen konnte. Über 1000 Stück wurden an Großbritannien, Frankreich und Brasilien geliefert.
Das Fahrzeug galt als schnell, recht zuverlässig (nach der Lösung einiger technischer Probleme) und für Aufklärungszwecke als ausreichend bewaffnet. Die Aufklärungseinheiten kritisierten jedoch die mäßige Geländegängigkeit. In den bergigen Gegenden Italiens und im Schlamm und Schnee des europäischen Winters war der Einsatz des M8 mehr oder weniger auf die Straßen beschränkt, was seinen Wert als Aufklärungsfahrzeug einschränkte. Er war auch empfindlich gegenüber Landminen. Die Briten verstärkten die Bodenpanzerung manchmal durch Sandsäcke. Ein anderes Problem war, dass die Kommandeure die Aufklärungseinheiten oft zur Feuerunterstützung einsetzten, wofür die dünn gepanzerten M8 ungeeignet waren.
Die deutsche Wehrmacht konnte einige M8 und M20 erbeuten. Diese wurden mit deutschen Hoheitszeichen versehen und eingesetzt oder, beispielsweise beim Unternehmen Greif, auch mit den originalen Hoheitszeichen verwendet.
Die US Army sah sich bereits ab 1943 nach einem Nachfolger für den Greyhound um. Zwei Prototypen, Studebaker T27 und Chevrolet T28 wurden im Sommer 1944 fertiggestellt. Beide waren dem M8 überlegen, aber man entschied, das Projekt fallenzulassen.
Nach dem Krieg wurde der M8 für Besatzungszwecke verwendet, sah Kampfeinsätze im Koreakrieg und wurde von der US Army kurz danach außer Dienst gestellt. Eine Anzahl M8 wurde an die amerikanische Polizei abgegeben und war dort bis in die 1990er-Jahre im Einsatz. Frankreich verwendete den M8 bis zum Indochinakrieg. Viele zuvor von den USA, Großbritannien und Frankreich verwendete Fahrzeuge wurden in andere NATO-Staaten und Länder der Dritten Welt exportiert. Sie sind teilweise noch in einigen Ländern Afrikas und Südamerikas im Einsatz.
Ab 1951 wurde der M8 Greyhound nach Umbauten als Sonderwagen M8 beim deutschen Bundesgrenzschutz (BGS) und ab 1953 auch von den Bereitschaftspolizeien der Länder verwendet. Bei diesen Fahrzeugen wurde die Hauptbewaffnung entfernt und durch ein MG42 ersetzt. Der beim BGS „Geschützter Sonderwagen SW M 8“ genannte Spähpanzer wurden ab 1963 durch die neuen Sonderwagen I und II ersetzt.
Verwendet wurde der M8 von Algerien, Äthiopien, Belgien, Benin, Brasilien, Burkina Faso, Deutsches Reich (erbeutet, Wehrmacht), Deutschland (Bundesgrenzschutz), El Salvador, Frankreich, Griechenland, Großbritannien, Guatemala (Ejército de Guatemala), Haiti, Iran, Italien, Jamaika, Jugoslawien, Kamerun, Kolumbien, Demokratische Republik Kongo, Madagaskar, Marokko, Mexiko, Niger, Norwegen, Österreich, Peru, Portugal, Saudi-Arabien, Senegal, Südkorea, Südvietnam, Taiwan, Thailand, Togo, Tunesien, Türkei, USA, Venezuela, Zypern.

## Varianten

### M20 Armored Utility Car
Der M20 war ein M8, bei dem der Turm durch einen niedrigen gepanzerten Aufbau (oben offen) und eine Ringlafette für ein schweres Maschinengewehr M2 (12,7 mm) ersetzt wurde. Eine Bazooka für die Besatzung sollte als Panzerabwehrwaffe dienen. Der M20 wurde hauptsächlich als Führungs- und Funkfahrzeug und für die Aufklärung eingesetzt; viele dienten jedoch auch als Transportpanzer für Truppen und Material. Der M20 verfügte über eine ausgezeichnete Beweglichkeit und Geschwindigkeit und zudem über einen gewissen Panzerschutz. In der Rolle als FüFuPanzer war der M20 mit zusätzlichen Funkgeräten ausgerüstet.
Die ursprüngliche Bezeichnung war M10 Armored Utility Car; dies wurde in M20 geändert, um eine Verwechslung mit dem Jagdpanzer M10 Wolverine zu vermeiden. 3791 M20 wurden von Ford in den Jahren 1943 und 1944 gebaut.

### T69 Multiple Gun Motor Carriage
Ende 1943 wurde eine Variante des M8 als Flugabwehrpanzer getestet. Das Fahrzeug wurde mit vier Maschinengewehren 12,7 mm in einem Turm von der Maxson Corp. bewaffnet. Das Antiaircraft Board entschied, das Projekt fallenzulassen, da es dem M16 unterlegen war.

### M8 TOW Jagdpanzer
Von der amerikanischen Firma NAPCO umgebaute M8. Die Kanone wurde durch ein Maschinengewehr 12,7 mm ersetzt, auf den Turm wurde ein Startgerät für die Panzerabwehrlenkwaffe BGM-71 TOW aufgesetzt. Einige so umgebaute Fahrzeuge wurden als Jagdpanzer von Kolumbien verwendet.

### M8/M20 mit Turm H-90
Eine französische Umrüstung mit dem Turm des Spähpanzers Panhard AML 90.

### CRR Brasiliero
Eine brasilianische Umrüstung. Die mittlere Achse wurde entfernt und ein neuer Motor (Mercedes-Benz OM-321) eingebaut. Nicht in Serie produziert.